# Peltoceratinae
Peltoceratinae es una subfamilia de moluscos de la familia Aspidoceratidae (amonitas perisfinctáceas del Jurásico Medio y Superior).
Los géneros de las Peltoceratinae tienen espirales interiores y espirales exteriores con nervaduras agudas que llevan espinas o tubérculos o tienen costillas simples y gruesas. Entre estas se encuentran formas gigantes con peristomas simples (aberturas de apertura(?) que ocurren junto con formas más pequeñas con orejeras.
Parece más probable que la derivación de Peltoceratinae sea de Pseudoperisphinctinae.